# The Cribs
The Cribs est un groupe de rock indépendant britannique, originaire de Wakefield, dans le Yorkshire de l'Ouest, en Angleterre. Il est composé des trois frères Jarman (les jumeaux Gary et Ryan, et leur jeune frère Ross), originaire d'une petite ville du nord de l'Angleterre. Leur première performance scénique eut lieu en 1989 devant leur famille alors que Gary et Ryan étaient âgés de 9 ans et Ross de 5 ans.

## Biographie

### Formation et débuts (2001–2003)
La carrière du groupe commence à devenir sérieuse en 2002 quand ils ont commencé à faire partie de la scène musicale émergente de Leeds, la ville qui a vu des groupes à succès tels que les Kaiser Chiefs ou The Sunshine Underground. Quand les frères ont réalisé qu'ils avaient accumulé un certain nombre de chansons, ils ont commencé à tourner dans Leeds et ses environs, et c'est ainsi que les choses ont débuté pour eux.
Avec des concerts principalement dans Wakefield, Sheffield et Leeds en 2002, ils ont commencé à atteindre une notoriété nationale en 2003 avec 9 concerts à Londres dans des lieux tels que le Barfly, Spitz, métro et Astoria. Des demandes de concerts sont également venues de Manchester, de Nottingham et de Newcastle mais la plupart de leurs 41 premiers concerts live étaient toujours dans leur région d'origine du Yorkshire de l'Ouest.

### Premiers albums et tournée mondiale (2004–2007)
En 2003-2004, un arrangement avec Wichita Recordings (un des labels les plus célèbres de la musique indépendante) est passé. Leur premier album fut enregistré en huit jours aux légendaires studios Toerag dans l'Est de Londres. Cet album autoproduit leur a permis de sortir trois singles en 2004 Baby Don't Sweat, You Were Always the One et What About Me. Après la sortie de cet album, une période de tournée intensive a suivi dans tout le Royaume-Uni avec The Blueskins et 10000 Things. Ils ont également tourné avec The Libertines et Death Cab for Cutie  et joué plus de 100 concerts en 2004, dont certains ont eu lieu en Europe, au Japon et aux États-Unis.
En juin 2005, ils enregistrent leur deuxième album, The New Fellas, aux studios West Heath de Londres. Quatre singles sont sortis, dont trois sont classés aux top 30 des charts au Royaume-Uni. Leur tournée continue tout au long de l'année 2005 et les frères Jarman commencent à attirer l'attention des médias. Ils jouent plus de 200 concerts en 2005 incluant des concerts au Japon, en Australie et 20 aux États-Unis. en 2006, The Cribs tournait encore, avec 35 dates en Amérique avec Franz Ferdinand entre autres. Début 2007, le groupe joue des concerts intimistes dans des petites salles, dont un live dans leur ville natale de Wakefield Escobar et un autre au Brudenell Social Club de Leeds (un lieu où ils avaient l'habitude de jouer à leurs débuts). En juin, ils sont revenus à Leeds pour finir leur tournée en jouant deux soirs consécutifs à l'Université Refectory (c'est le premier groupe à y avoir rejoué depuis Ian Dury et The Blockheads il y a 30 ans).
Leur troisième album, Men's Needs, Women's Needs, Whatever, sort en mai 2007. Il est produit par Alex Kapranos (chanteur de Franz Ferdinand). Deux singles sont déjà sortis, Men's Needs (sorti en mai) et Moving Pictures (en juillet), dans le clip duquel on peut apercevoir Corry Kennedy.

### Ignore the Ignorant(2008–2010)

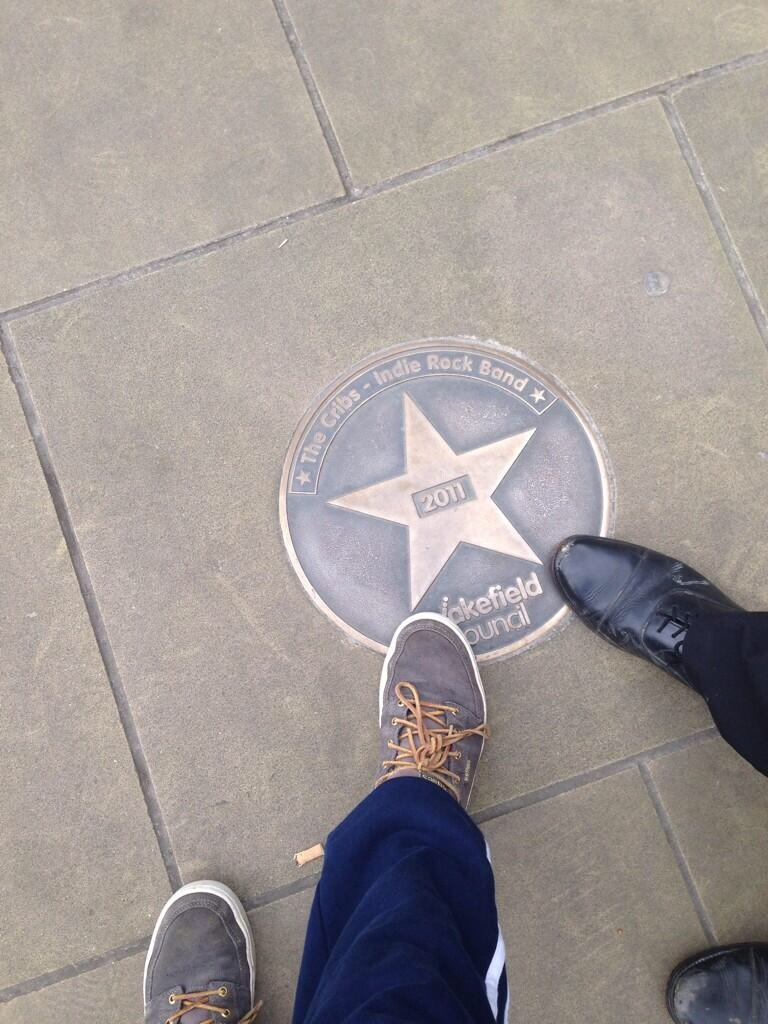
L'étoile des Cribs au Wakefield Walk of Fame.

Après quelques concerts début 2008, Johnny Marr, le légendaire guitariste des Smiths, rejoint les frères Jarman comme membre permanent dans le courant de l'année 2008. The Cribs et Johnny commencent à jammer ensemble vers janvier 2008.
Le restant de 2008 sert à écrire de nouveaux morceaux à Portland, OR, Manchester et Wakefield, puis le groupe tourne au Glasgow ABC, au Bradford St. Georges Hall, joue deux nuits au Manchester Ritz, et au Heaven de Londres. Le studio est occupé en mars 2009 à Los Angeles avec le producteur vétéran Nick Launay (Nick Cave, PIL, Yeah Yeah Yeahs). Ross Jarman participe quand même aux enregistrements malgré une épaule cassée liée à un accident de skateboard.
Précédé par le single 'Cheat on Me', l'album Ignore the Ignorant est publié le 7 septembre 2009, et atteint le top 10 local. La même semaine, Ignore the Ignorant parvient à atteindre la huitième place des classements. La tournée se fait au White Air festival de Brighton. Ils tournent ensuite au Japon (dont un Budokan avec Arctic Monkeys) puis en Corée du Sud au Grand Mint festival. Ils tournent ensuite avec Franz Ferdinand avant de revenir au Royaume-Uni. En décembre 2009, Ignore the Ignorant atteint la onzième place des albums de l'année au magazine Mojo, et la septième de la même liste au magazine The Fly. Le NME le classe 30e de sa liste de fin d'année.
2010 commence avec une autre tournée nord-américaine, avant l'Australie et la Nouvelle-Zélande. Ils jouent notamment au Glastonbury, Lollapalooza, Fuji Rock, Benecassim, Sziget et au Pukkelpop. À cette période, ils sont invités à jouer en soutien à Aerosmith en Espagne et en France. Pour le Record Store Day 2010, The Cribs sortent le split single So Hot Now avec le groupe The Thermals au label riot grrrl Kill Rock Stars. Le single Housewife est publié sur iTunes. La couverture montre Ryan and Gary habillés en drag queens.

### In the Belly of the Brazen Bull(2011–2012)
Après avoir annoncé le départ de Marr le 11 avril 2011, The Cribs commencent à travailler sur une suite de Ignore the Ignorant, prévue pour printemps 2012. À cette période, ils reprennent le morceau Death In The Family du groupe canadien Dishrags pour une compilation du label Mint Records. Ils passent aussi l'été à tourner en Grande-Bretagne et à jouer notamment au Zénith à Paris avec The Strokes. En juin 2011, ils jouent au Brésil, jouant deux concerts à São Paulo. En décembre 2011, ils jouent au festival Clockenflap de Hong Kong, jouant les morceaux Come On, Be A No-One, et Anna pour la première fois.
The Cribs annonce le titre d'un cinquième album, In the Belly of the Brazen Bull et sa date de sortie pour février 2012. Il est enregistré au Tarbox Road Studio de New York avec David Fridmann, aux Abbey Road et au EAR Studio avec l'ingénieur-son Steve Albini. En septembre sort le troisième et dernier single de l'album. Anna est publié uniquement en téléchargement payant et fait participer Martin Creed. En octobre, The Cribs jouent en tête d'affiche du Sŵn Festival de Cardiff, puis fait une tournée britannique et irlandaise. Pendant la tournée, ils sont récompensés du 'Spirit of Independence' Award aux Q Awards 2012 le 22 octobre.
L'album est notamment cité par The Guardian (#22), le NME (#8), The Fly (#21), et This Is Fake DIY (#3).

### Payola(2013)
Le 20 novembre 2012, The Cribs annoncent les détails de leur premier best-of, Payola, qui est publié le 11 mars 2013 au label Wichita Recordings, marquant leur dixième anniversaire. L'album de 22 morceaux assiste à la sortie officiel du morceau Leather Jacket Love Song - enregistré aux sessions en débuts 2010, il est le dernier morceau à faire participer Johnny Marr. Une Anthology Edition spéciale 40 morceaux est publiée accompagnée d'un disque de 18 morceaux en faces-B et inédits,. Le 29 février sort le magazine NME qui s'accompagne du CD Payola: The Demos.
À cette période, le groupe joue au Shepherds Bush Empire pendant les NME Awards. En été, The Cribs jouent à plusieurs festivals britanniques et européens, dont le Y Not Festival et un concert à l'Olympic Park de Londres. En automne, ils reviennent en Australie une tournée spéciale anniversaire, Anniversary Tour avant de s'aventurer en Asie. Ils visiteront de grandes villes en Thaïlande (Bangkok), Malaisie (Kuala Lumpur), au Vietnam (Hô Chi Minh-Ville), feront deux concerts au Japon (Tokyo), un concert au Kowloonbay International Trade and Exhibition Centre de Hong Kong, et un grand concert au Gardens by the Bay de Singapour. L'année se conclut avec deux concerts spécial Noël joués à guichet fermé à la Leeds Academy.
L'année 2014 commence tranquillement avec des sessions d'enregistrement pour leur prochain album. Les seuls concerts annoncés se font à la croisière de Weezer depuis la Floride jusqu'aux Bahamas en février.

### For All My Sisters(2014–2016)

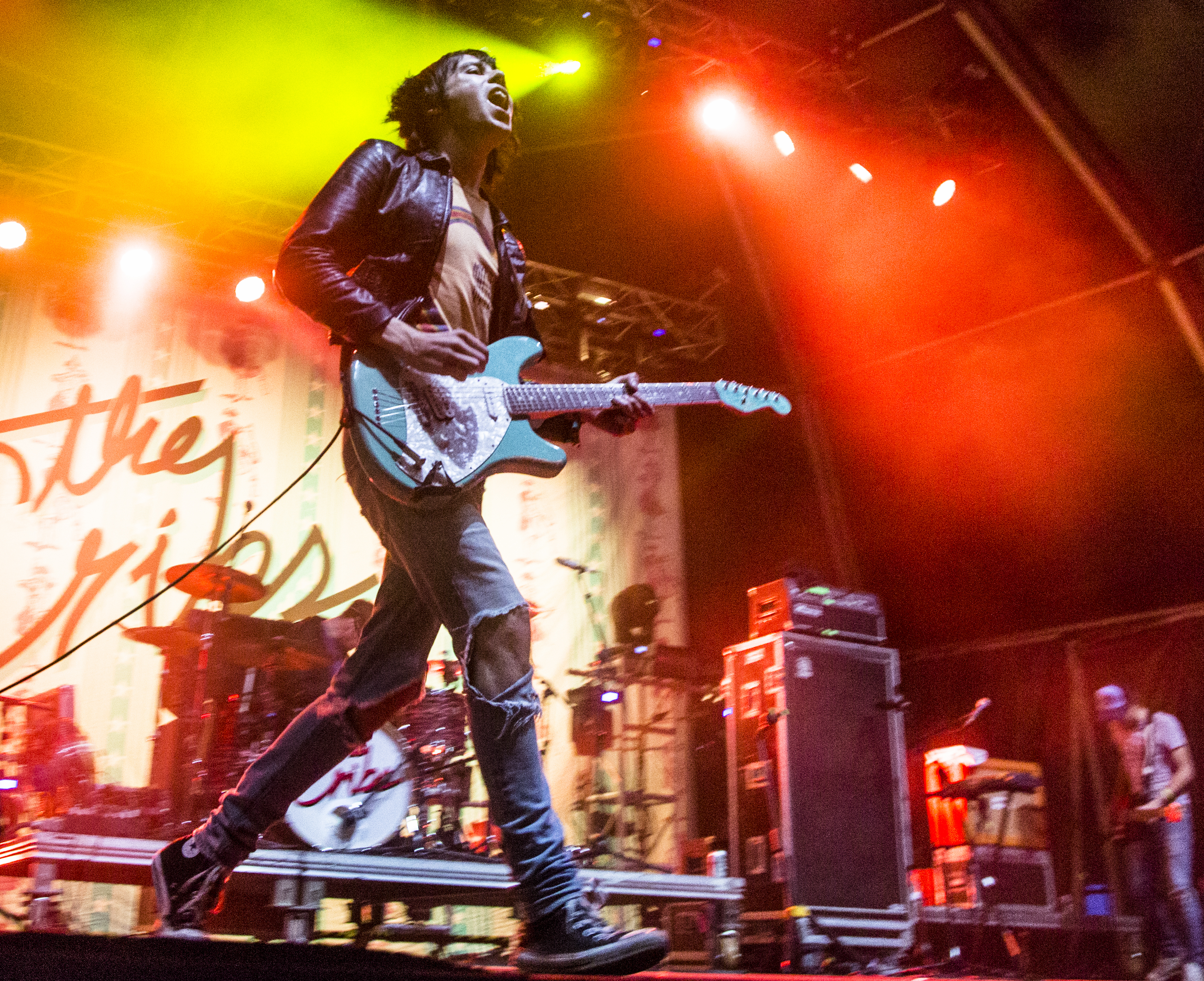
The Cribs au Festival international de Benicàssim en 2015.

En août 2014, Music Week rapporte la signature du groupe chez Sony RED. Le sixième album est produit par le chanteur de The Cars, Ric Ocasek, connu pour ses collaborations notables avec Weezer, Nada Surf et Guided by Voices. Frenchkiss Records est aussi nommé par Music Week comme le nouveau label du groupe pour une distribution nord-américaine, mais le groupe annonce finalement avoir choisi Arts and Crafts. An Ivory Hand, un extrait de leur prochain album est publié à minuit le 19 janvier 2015. Il est diffusé à la radio par Steve Lamacq sur la BBC. Il devient plus tard « single de la semaine » au magazine NME. L'album, For All My Sisters, est publié le 23 mars 2015 au Royaume-Uni ; et annoncé le 24 mars 2015 en Amérique du Nord, mais finalement sorti le même jour. Il deviendra le troisième album du groupe à atteindre consécutivement l'UK Top 10.
Les nouveaux morceaux sont joués en concerts pendant une tournée britannique, puis à New York pendant trois nuits à trois différents endroits (2 à Brooklyn, une à Manhattan) avant de partir pour Austin, au Texas, pour participer à l'événement annuel South by Southwest en trois jours.
De retour au Royaume-Uni, The Cribs joue en tête d'affiche au Leeds Town Hall pendant le festival Live at Leeds en mai avant de jouer The Great Escape Festival à Brighton en deux performances, et deux concerts en Irlande. En été, ils jouent au festival Liverpool Sound City et au T in the Park, et fait une troisième apparition sur l'Other Stage du Glastonbury. Ils jouent aussi au Festival international de Benicàssim en Espagne. The Cribs partent pour l'Asie, notamment pour un concert en tête d'affiche à Tokyo, et participent au Pentaport Rock Festival d'Incheon, en Corée du Sud. Puis ils jouent au Main Stage des Reading and Leeds Festivals pour la troisième fois.
En 2016, The Cribs sont annoncés comme têtes d'affiche pour le Camden Rocks Festival qui prend place en juin. En été, The Cribs jouent à l'Isle of Wight Festival, au Y Not Festival, et sont les têtes d'affiche secrètes du In the Woods Festival à Kent. En été toujours, The Cribs jouent devant 8 000 spectateurs au Millennium Square de Leeds. S'ensuit une autre tournée asiatique, incluant des arrêts en Corée du Sud (Séoul), au Japon (Tokyo et Osaka) et en Chine, où ils jouent au Rugby Football Stadium de Shanghai pendant le Concrete and Grass Festival. Peu après le concert, The Cribs annoncent que ce sera leur dernier concert de leur tournée For All My Sisters..

## Membres

### Membres actuels
- Ryan James Jarman - chant, guitare (depuis 2001)
- Gary John  Jarman - basse, chant (depuis 2001)
- Ross Anthony Jarman - batterie (depuis 2001)

### Ancien membre
- Johnny Marr - guitare (2008–2011)

## Discographie

### Singles
- Jen Schande Split Single (2003)
- Baby Don't Sweat (2003)
- You Were Always The One (2004)
- What About Me (2004)
- Hey Scenesters! (2005)
- Mirror Kissers (2005)
- Martell (2005)
- You're Gonna Lose Us (2005)
- Men's Needs (2007)
- Moving Pictures (2007)
- Cheat On Me (2009)